# Luka Pibernik
Luka Pibernik, slovenski kolesar, * 23. oktober 1993, Ljubljana.
Pibernik je nekdanji profesionalni kolesar, ki je med letoma 2012 in 2020 tekmoval za ekipe Radenska, Lampre–Merida in Bahrain–McLaren. V letih 2013 in 2015 je postal slovenski državni prvak v cestni dirki, v letih 2012 in 2018 je bil tretji, leta 2016 pa je dosegel etapno zmago na dirki Eneco Tour. Leta 2016 je edinkrat nastopil na Dirki po Franciji, leta 2017 na Dirki po Italiji, v letih 2018 in 2019 pa na Dirki po Španiji. V vseh štirih nastopih je dirke Grand Tour končal, najboljšo uvrstitev v skupnem seštevku pa je dosegel leta 2017 na Driki po Italiji s 100. mestom.
Od leta 2023 je športni direktor UCI Continental team ekipe Pogi Team Gusto Ljubljana.

## Pomembnejša tekmovanja

### Tritedenske etapne dirke
| Grand Tour        | 2016 | 2017 | 2018 | 2019 |
| ----------------- | ---- | ---- | ---- | ---- |
| Dirka po Italiji  | —    | 100  | —    | —    |
| Dirka po Franciji | 102  | —    | —    | —    |
| Dirka po Španiji  | —    | —    | 142  | 109  |